# 萨默顿 (南卡罗来纳州)
萨默顿（英文：Summerton），是美国南卡罗来纳州下属的一座城市。城市类型是“Town”。其面积大约为1.28平方英里（3.32平方公里）。根据2010年美国人口普查，该市有人口1,000人，人口密度约为每平方 英里779.42人（约合每平方公里300.95人）。